# 宮城県道122号亘理停車場線
宮城県道122号亘理停車場線 （みやぎけんどう122ごう わたりていしゃじょうせん）は、宮城県亘理郡亘理町の東日本旅客鉄道 亘理駅と国道6号を結ぶ一般県道である。

## 路線概要
亘理駅から西進し、旧国道6号にぶつかったところより北に向きを変え、現国道6号に合流するところで終点となる。
- 起点：亘理駅
- 終点：亘理郡亘理町逢隈神宮寺（国道6号交点）
- 延長：2,261 m

## 通過する自治体
- 宮城県
  - 亘理郡
    - 亘理町

## 接続する道路
- 国道6号 （亘理町逢隈神宮寺・神宮寺交差点）